# مک‌کول (کارولینای جنوبی)
مک‌کول(به انگلیسی: McColl) شهری در ایالت کارولینای جنوبی کشور ایالات متحده آمریکا است که جمعیت آن در سرشماری سال ۲۰۱۰ میلادی، ۲٬۱۷۴ نفر بوده‌است.